# 도데스카덴
도데스카덴(どですかでん, Clickety-Clack)은 일본에서 제작된 구로사와 아키라 감독의 1970년 드라마, 판타지 영화이다. 즈시 요시타카 등이 주연으로 출연하였고 구로사와 아키라 등이 제작에 참여하였다.
야마모토 슈고로의 책에 기반을 둔다. 구로사와 감독 최초의 컬러 영화이다.

## 출연

### 주연
- 즈시 요시타카
- 스가이 킨

### 조연
- 토노무라 토시유키
- 미나미 신스케
- 쿠스노키 유코
- 반 준자부로
- 탄게 키요코
- 히노 미치오
- 후루야마 켄지
- 시모카와 타페이
- 타나카 쿠니
- 요시무라 지츠코
- 이가와 히사시
- 오키야마 히데코
- 마츠무라 타츠오
- 츠지 이마리
- 야마자키 토모코
- 카메타니 마사히코
- 아쿠타가와 히로시
- 나라오카 토모코
- 미타니 노보루
- 카와세 히로유키
- 네기시 아케미
- 에스미 히데아키
- 타카시마 미노루
- 카토 카즈오
- 아라키 미치코
- 시오자와 토키
- 쿠와야마 마사카즈
- 키야마 히로시
- 미츠이 코지
- 제리 후지오
- 타니무라 마사히코
- 아츠시 와타나베
- 후지와라 카마타리
- 코지마 산지
- 소노 카야코
- 마키 요시코
- 사쿠라이 토시코
- 타카하라 토리코
- 오노 마츠에
- 니이무라 레이코
- 히토미 아키라
- 이치무라 쇼지
- 이부키 신
- 니헤이 마사나리
- 에바타 타카시
- 카이즈카 미노코

## 제작진
- 원작자: 야마모토 슈고로
- 프로듀서: 이치카와 콘
- 프로듀서: 키노시타 케이스케
- 프로듀서: 고바야시 마사키
- 프로듀서: 구로사와 아키라
- 의상: 스즈키 미유키